# Andrzej Dembicz
Andrzej Anatol Dembicz (ur. 3 lipca 1939 w Kowlu, zm. 29 listopada 2009 w Warszawie) – profesor tytularny, ponad 40 lat związany z Uniwersytetem Warszawskim, latynoamerykanista. Twórca i dyrektor Centrum Studiów Latynoamerykańskich.

## Życiorys
Syn Anatola i Heleny. Absolwent studiów w Instytucie Geografii UW (1963). Doktor nauk o Ziemi na UW (1973). Habilitował w 1985 na UW, przedstawiając dzieło Ewolucja plantacji. Typologiczne studium plantacji trzciny cukrowej na Kubie. W 1992 uzyskał tytuł naukowy profesora.
Tematami jego zainteresowań latynoamerykańskich były kolejno: społeczności wiejskie i plantacje trzciny cukrowej, społeczne budowanie przestrzeni regionalnych, tożsamość i myśl społeczna Ameryki Łacińskiej, koncepcje i praktyka studiów latynoamerykańskich.
Od 1963 związany z Wydziałem Geografii i Studiów Regionalnych UW. Założył Centrum Studiów Latynoamerykańskich, którym kierował od 1988 do śmierci. W 2000 przewodniczył Komitetowi Organizacyjnemu 50. Międzynarodowego Kongresu Amerykanistów w Warszawie. W latach 2001–2007 pełnił funkcję prezydenta CEISAL – Europejskiej Rady Studiów Społecznych nad Ameryką Łacińską. Prowadził studia terenowe w wielu krajach Ameryki Łacińskiej, szczególnie związany z Kubą, Meksykiem, Peru, Argentyną, Brazylią i Chile, gdzie spędził łącznie kilkanaście lat.
Wśród wypromowanych przez niego doktorów znaleźli się: Maciej Jędrusik (1989), Joaquín Roberto González Martínez (1992), Bogumiła Lisocka-Jaegermann (1996).
Ojciec Katarzyny Dembicz. Pochowany na cmentarzu parafialnym w Zerzniu.

## Odznaczenia i wyróżnienia
- 1985 – doctor honoris causa Autonomicznego Uniwersytetu Stanu Meksyk(inne języki)[3]
- 1998 – peruwiański Order Zasługi za Wybitną Służbę(inne języki)[6]
- 2002 – brazylijski Oficer Orderu Krzyża Południa[7]
- 2004 – Krzyż Kawalerski Orderu Odrodzenia Polski[8]

## Wybrane publikacje
- Filozofia poznawania Ameryki : studium idei i koncepcji poznawania i interpretowania Ameryki od czasów najdawniejszych po współczesne studia latynoamerykańskie
- Ameryka Łacińska: przestrzeń i społeczeństwo: społeczne aspekty przestrzennej koncentracji ludności (Redakcja)
- Interculturalidad en America latina en ambitos locales y regionales (Redakcja)
- Polskie badania nad Amerykami – (wspólnie z Z.Lewickim)
- Procesos en Europa Centro-Oriental y America Latina (wspólnie z Elsa Laurelli)
- Relacje Polska – Brazylia: historia i współczesność (Redakcja wspólnie z Marcinem Kulą)
- Relacje Polska – Argentyna: historia i współczesność (Redakcja)
- Słownik terminów geograficznych Ameryki Łacińskiej
- Kuba
- Ewolucja plantacji: typologiczne studium plantacji trzciny cukrowej na Kubie